# Klezmafour
Klezmafour est un ensemble vocal et instrumental polonais faisant référence à la musique klezmer. Les musiciens sont diplômés de l'Université de musique Frédéric Chopin de Varsovie. Ils viennent de Lublin, Białystok et Varsovie et s'inspirent de la tradition de la musique klezmer des régions de ces villes.
Particulièrement importante est pour le groupe la ville de Lublin où le groupe se constitua en 1999. Pour le groupe cette ville est un carrefour où les traditions musicales de l’Est, de l’Ouest et du Sud se confondaient jadis de manière parfaitement harmonieuse, porte ouverte à toutes les directions du monde. Le "four" dans le nom du groupe fait référence aux quatre directions du monde (après que le quatuor initial soit devenu quintet). Le mot "klezmer" est également important, les musiciens se référant non seulement à son caractère de musique juive, mais également à sa signification de musique, qui se joue tout aussi facilement lors de baptêmes, mariages, funérailles et... à la Philharmonique,.
Initialement le groupe ne se consacra qu'à la musique klezmer avec également des accents balkaniques. Si la musique est essentiellement originellement klezmer,, les paroles sont en polonais. Par la suite, le groupe s'orienta vers une musique de plus en plus originale sans abandonner le style klezmer. 
Le groupe fut lauréat de deux prix au Festival international de musique juive à Amsterdam en 2010, grâce auquel il a effectué une tournée aux États-Unis et au Canada. La carrière du groupe prend alors son véritable essor.

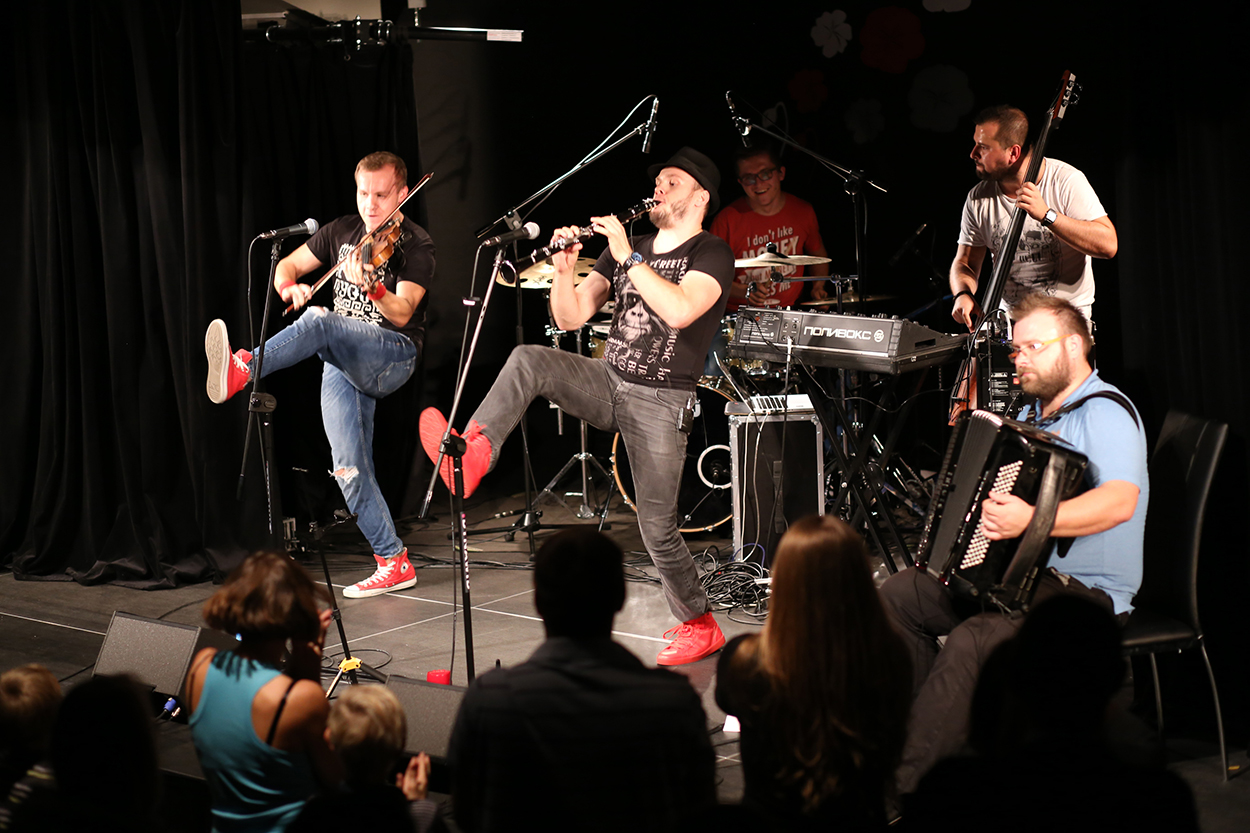
Klezmafour en concert (2015)

Klezmafour donne des concerts dans les festivals les plus importants de Pologne. Il connaît également les scènes de festivals étrangers (Allemagne, Angleterre, Turquie, Ukraine, Bulgarie, Luxembourg, Espagne, République tchèque).

## Composition du groupe
Le groupe se compose de cinq musiciens :
- Andrzej Czapliński – violon
- Wojciech Czapliński – clarinette
- Rafał Grząka – accordéon
- Gabriel Tomczuk – contrebasse, moog
- Kamil Siciak - percussions (depuis 2015)

Tomasz „Harry” Waldowski fut le percussionniste du groupe jusqu'en 2014, remplacé par Paweł „Melon” Maruszak de 2014 à 2015.

## Discographie
- Le 5 novembre 2011 a eu lieu la première du premier album du groupe 5th Element (Éditeur : Karrot Kommando). Le disque comporte neuf titres dont Golem Fury pour lequel a été réalisé un clip vidéo[8].

- L'album suivant est sorti plus de deux ans plus tard, le 2 janvier 2014, et s'intitule W górę (Up) (Éditeur : Karrot Kommando). La musique est déjà plus expérimentale et influencée par les rythmes orientaux. Clip officiel du titre éponyme[9].

- Le 16 janvier 2015, la première du projet Symfonicznie a eu lieu avec l'orchestre classique Filharmonia de Szczecin. Il fut dirigé par Nikola Kołodziejczyk, qui a également arrangé toutes les chansons. En janvier 2016, l'enregistrement est paru en disque sous le titre Orkiestronicznie. Éditeur : Karrot Kommando. Le disque comprend dix titres dont Psalm[10],[11]. Plusieurs clips vidéo furent réalisés à cette occasion dont Evet Evet[12] et Stations[13].

Quelques titres et prestations du groupe paraissent dans des disques édités à l'occasion de festivals comme Nowa Tradycja (Nouvelle tradition) ou de compilations comme Balkan & Jewish Inspirations.